# 马兰戈尼数
马兰戈尼数（Ma）是無量綱，得名自義大利科學家卡罗·马兰戈尼。
马兰戈尼数和表面張力除以黏滯力的比值成比例，可以用在肥皂泡或是薄膜的研究，或是低溫航天裝藥的特性。
{\displaystyle \mathrm {Ma} =-{\frac {d\gamma }{dT}}{\frac {L\Delta T}{\eta \alpha }}}
- γ：表面張力（SI制單位：N/m）
- L：特徵長度（SI制單位：m）
- {\displaystyle \alpha }：热扩散率（SI制單位：m2/s）
- η：動黏度（SI制單位：kg/(s·m)）
- ∆T：溫度差（SI制單位：K）